# Sztereomikroszkóp
- A - Kondenzor
- B - Forgó dobra szerelt objektívek
- C - Nagyítás váltó kezelőgomb
- D - Belső objektív
- E - Prizma
- F - Lencse
- G - Hajszálkereszt
- H - Okulár

A sztereomikroszkóp két objektívvel és két okulárral rendelkező fénymikroszkóp. A két egybe épített mikroszkóptubus mindegyike tartalmaz egy-egy objektívet és okulárt. Az ilyen mikroszkópba tekintve a mintát térben, sztereóban látjuk.

## Felépítés
A két egybe épített mikroszkóptubus optikai tengelyei egymáshoz képest körülbelül 14°-ban állnak, ez a szög megegyezik az emberi szem két tengelye által bezárt szöggel. A tárgyról az egyik mikroszkóptubusban kissé jobbról, a másikban kissé balról keletkezik a kép. Az egymástól kissé különböző képeket az egyik, illetve másik szemünkkel figyelve, a tárgyról térbeli képet látunk. Mivel a mikroszkópban a tárgyhoz képest fordított állású a kép, ezért a sztereomikroszkópban a lencséken kívül egy képfordító prizmarendszer is van. Így lesz a kép egyenes állású és oldalhelyes, ami például a mikrosebészetben való alkalmazásnál elengedhetetlen.
A sztereomikroszkópot csak kisebb nagyításokra (legfeljebb 100-szoros nagyításig) használjuk, mert nagyobb nagyítások esetén csökken a mélységélesség, ami nehezíti a térbeli látást.

## A kép rögzítése
A tudományos vizsgálatokra ma már természetesen olyan sztereomikroszkópokat használnak, amelyek a szabad szemmel való megfigyelés lehetőségén kívül egy megfelelő detektor segítségével digitális úton rögzítik a képet. A fényérzékeny detektor egy CCD kamera, a képet egy LCD monitoron keresztül is nézhetjük.

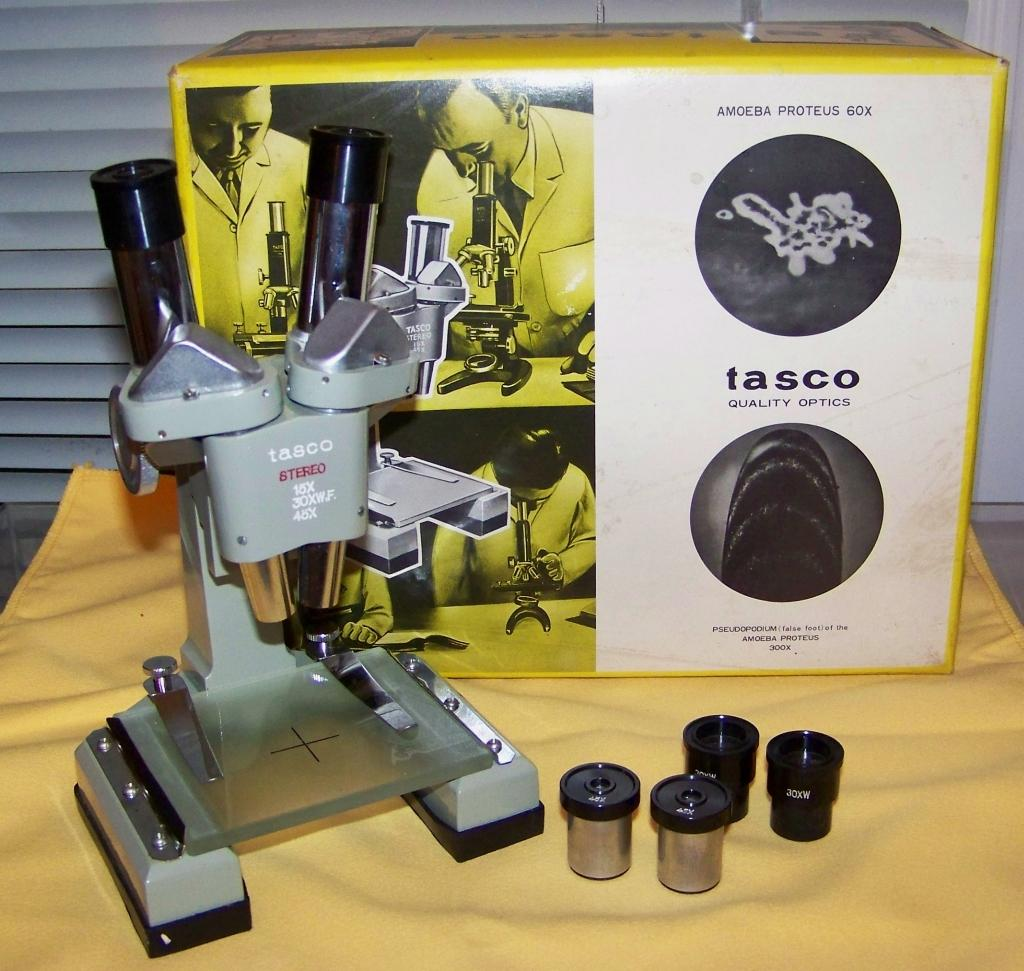
Vizuális sztereomikroszkóp
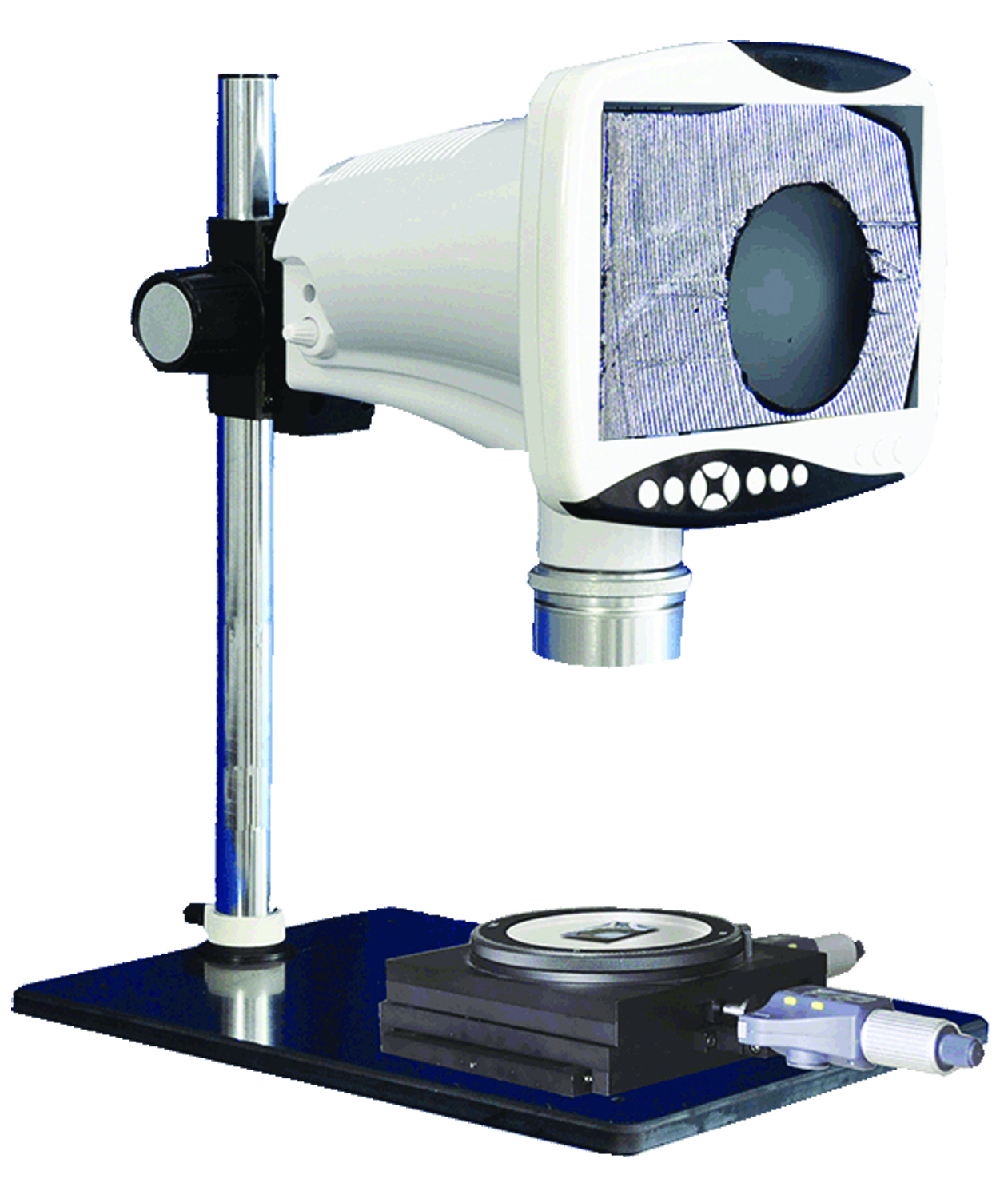
Digitális sztereomikroszkóp
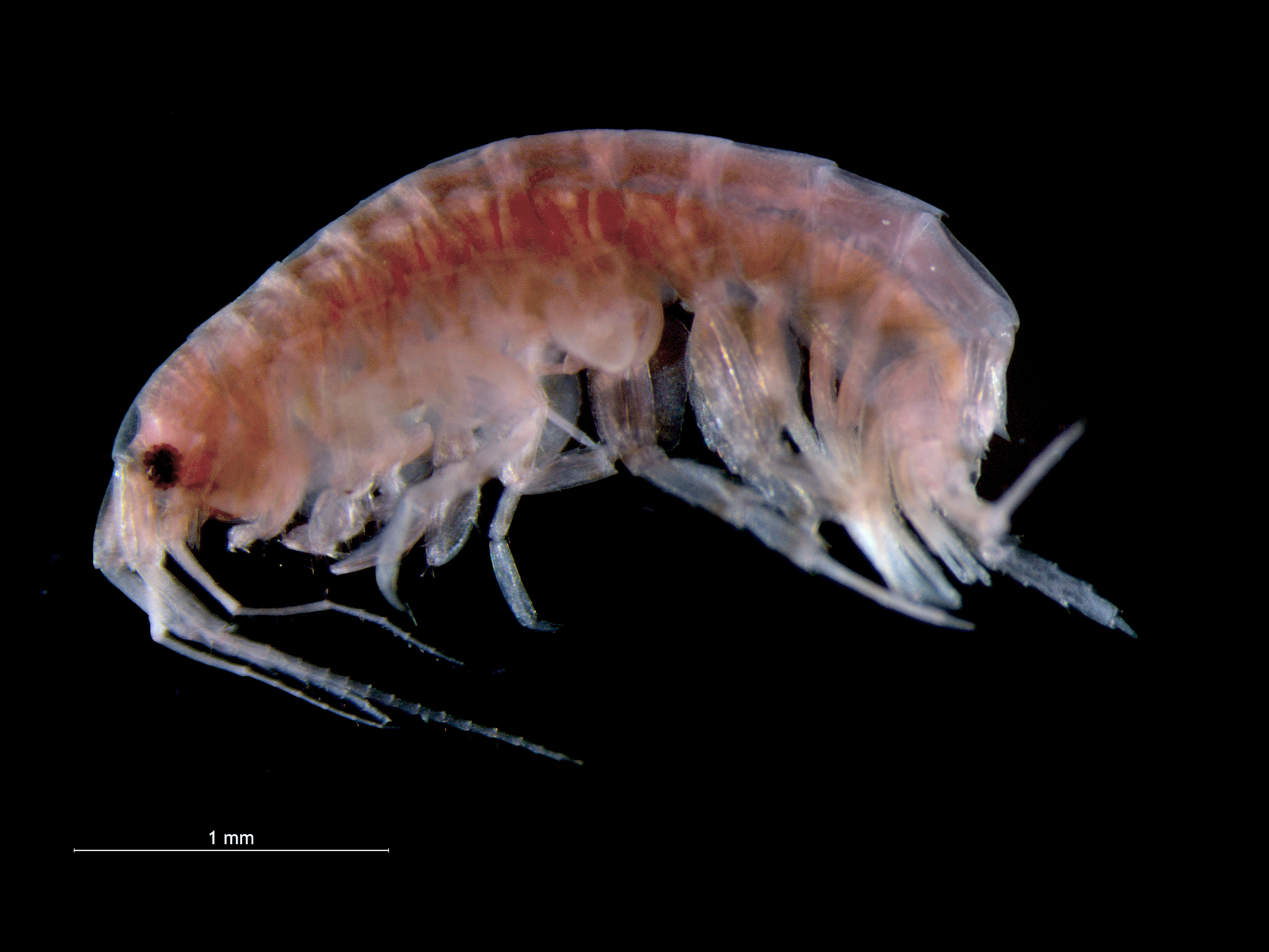
Felemáslábú rák
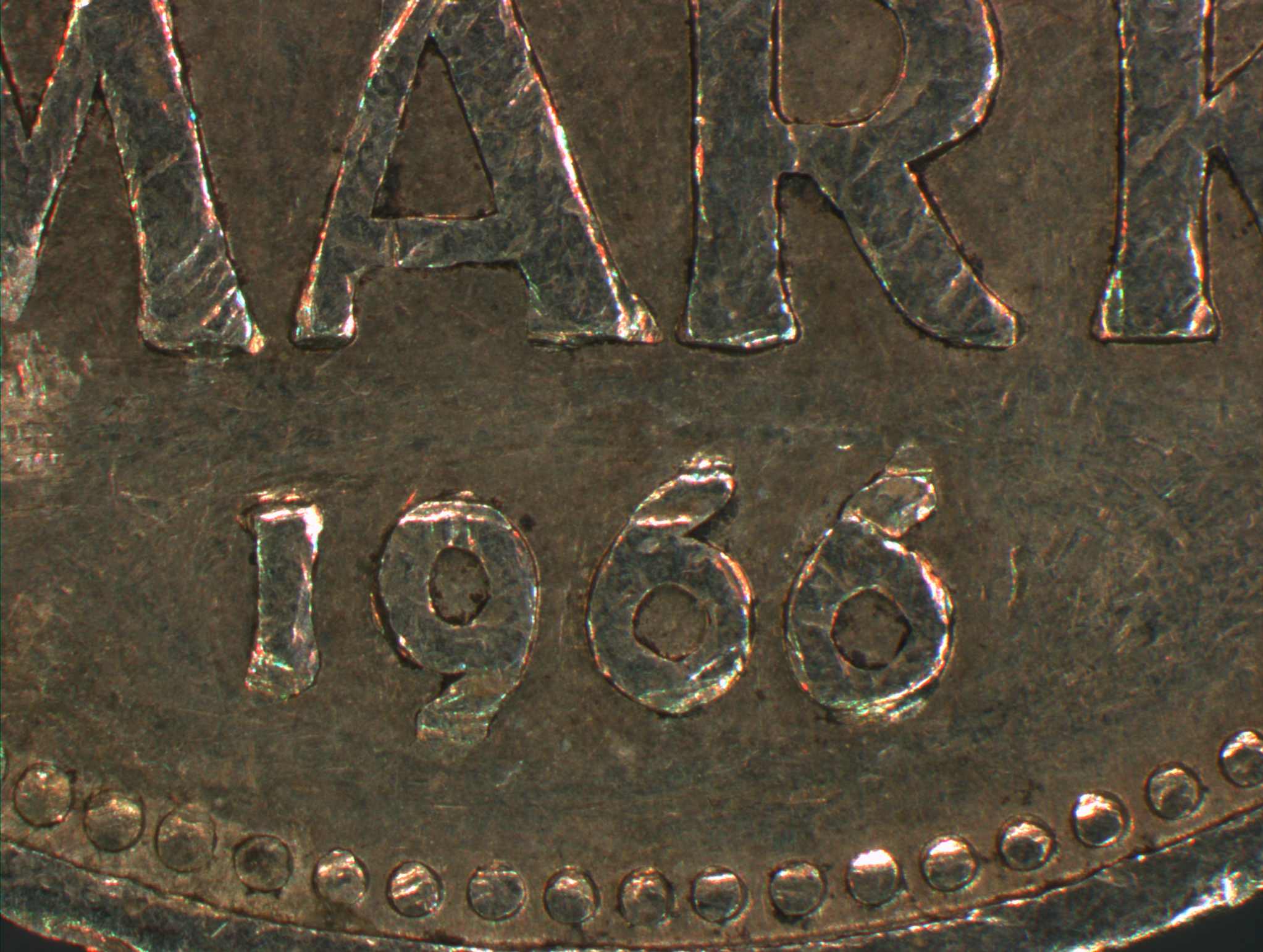
Fémérme felülete